# Félix Marcano
Félix María Marcano Álvarez (Baní, República Dominicana, 12 de septiembre de 1841 - Jiguaní, Oriente, Cuba, 17 de abril de 1915) fue un militar dominicano del siglo XIX, quien primero sirvió bajo las órdenes del ejército español y, posteriormente, del Ejército Libertador de Cuba. 

## Primeros años
Félix María Marcano Álvarez nació en Baní, República Dominicana, el 12 de septiembre de 1841. Marcano participó en la Guerra de la Restauración, en el bando español. 
Cuando esta terminó en derrota para los españoles, el joven teniente Félix Marcano, al igual que otros muchos dominicanos que habían luchado por España, marchó a la, por entonces, colonia española de Cuba. Sus hermanos Luis y Francisco lo acompañaron. 

## Guerra de los Diez Años
El 10 de octubre de 1868, estalló la Guerra de los Diez Años (1868-1878), por la independencia de Cuba. Los tres hermanos Marcano, que habían participado en las conspiraciones previas a este estallido, se incorporaron de inmediato al alzamiento. 
En agosto de 1869 recibió varias heridas, una de las cuales, la principal, fue en la frente, dejándole graves secuelas por el resto de su vida. Producto de esta situación, fue dado de baja en 1873, con el grado de coronel. 

## Vida posterior
Terminada la guerra, en la cual habían perecido sus dos hermanos, el Coronel Marcano se involucró en las conspiraciones que llavarían al estallido de la Guerra Chiquita (1879-1880), continuación de la anterior. 
Durante el transcurso de esta, Félix Marcano fue capturado por los españoles y guardó prisión en Chafarinas. Liberado en 1881, se dedica a subsisitir en el campo, cerca de la ciudad de Bayamo. 
Se casó con Domitila Cruz en 1891, con quien tuvo dos hijas. Iniciada la tercera guerra por la independencia de Cuba, la Guerra Necesaria (1895-1898), el Coronel Marcano es hecho prisionero por los españoles y deportado a su país de origen.

## Últimos años y muerte
Tras la guerra, regresó a Cuba y se asentó en Jiguaní, pueblo natal de su esposa, donde falleció por causas naturales, el 17 de abril de 1915. 